# Фон Алльмен, Франьо
Франьо фон Алльмен (нем. Franjo von Allmen ; род. 24 июля 2001, Больтиген, Берн) — швейцарский горнолыжник, двукратный чемпион мира 2025 года в скоростном спуске и командной комбинации, победитель этапов Кубка мира. Специализируется в скоростных дисциплинах.

## Карьера
Впервые принял участие в гонках FIS в ноябре 2017 года в возрасте 16 лет. В 2021 году дебютировал на этапе в Кубке Европы. Свою первую победу в Кубке Европы фон Алльмен одержал 29 января 2023 года на скоростном спуске Орсьер-Мерлетт. 4 марта 2023 года стартовал на этапе Кубка мира в Аспене. По итогам сезона Кубка Европы 2022/23 годов швейцарец занял второе место в таблице скоростного спуска, что дало ему фиксированное стартовое место на предстоящий сезон Кубка мира.
28 января 2024 года, в своем только четвертом супергиганте на этапах Кубка мира, Франьо впервые поднялся на подиум, заняв 3-е место в Гармиш-Партенкирхене.
В начале сезона 2024/25 годов фон Алльмен занял два вторых места на трассах Валь-Гардена и Бормио. 17 января 2025 года одержал первую победу на Кубке мира в супергиганте в Венгене. Днем позже, 18 января 2025 года, занял второе место на этапе Кубка мира по скоростному спуску в Венгене.
На чемпионате мира 2025 года в Зальбахе 9 февраля выиграл золото в скоростном спуске (к этому моменту Франьо ни разу не побеждал в этой дисциплине на этапах Кубка мира), а 12 февраля вместе с Лоиком Мейяром выиграл золото в командной комбинации, впервые проведённой на чемпионатах мира. Фон Алльмен выступал в скоростном спуске, а Мейяр — в слаломе.
22 февраля впервые в карьере выиграл скоростной спуск на этапе Кубка мира, победив в Кран-Монтане.

### Чемпионаты мира
| Чемпионат мира | Скоростной спуск | Супергигант | Гигантский слалом | Слалом | Командная комбинация | Команды |
| -------------- | ---------------- | ----------- | ----------------- | ------ | -------------------- | ------- |
| 2025 Зальбах   | 1                | 12          | —                 | —      | 1                    | —       |

#### Победы на этапах Кубка мира (3)
| № | Сезон   | Дата        | Место        | Дисциплина       |
| - | ------- | ----------- | ------------ | ---------------- |
| 1 | 2024/25 | 17 янв 2025 | Венген       | Супергигант      |
| 2 | 2024/25 | 2 фев 2025  | Кран-Монтана | Скоростной спуск |
| 3 | 2024/25 | 8 мар 2025  | Квитфьелл    | Скоростной спуск |